# Gerold Rahmann

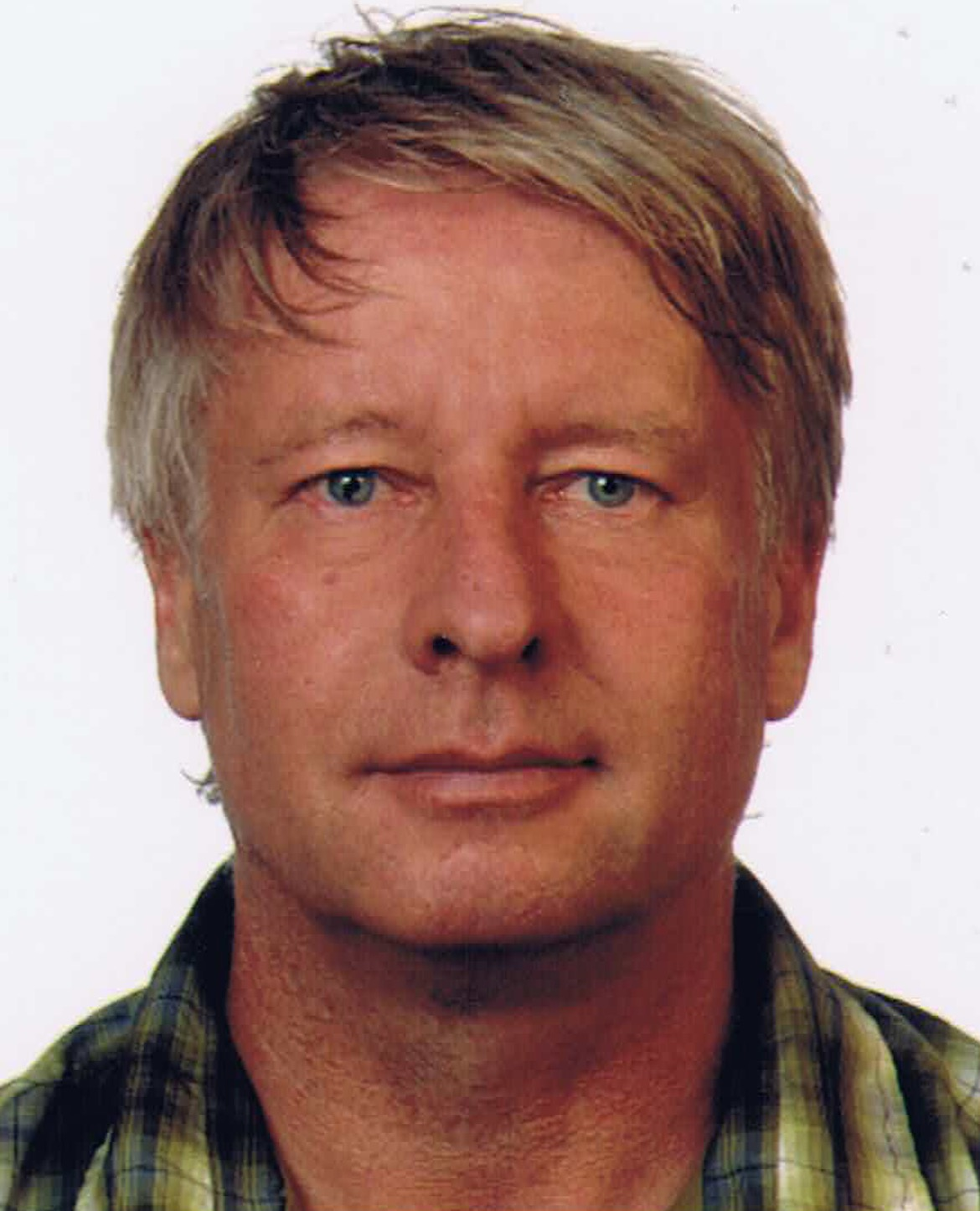
Gerold Rahmann (Foto 2017)

Gerold Rahmann (* 29. April 1962 in Wittmund) ist ein deutscher Agrarökonom.

## Ausbildung
Gerold Rahmann wurde 1962 auf einem kleinbäuerlichen Milchviehbetrieb in Hesel, Gemeinde Friedeburg in Ostfriesland geboren. Er hat die Grundschule in Hesel und die Realschule Friedeburg besucht. Nach dem Abitur am Mariengymnasium in Jever hat er das erste Mal Ostfriesland verlassen, um 1980 seinen Zivildienst an der Jugend- und Drogenberatungsstelle "Hinterhaus" in Hannover anzutreten. Hier war er in der Anti-Atomkraftbewegung und in der Selbstorganisation der Zivildienstleistenden politisch aktiv.
Nach dem Zivildienst absolvierte Rahmann seine landwirtschaftliche Lehre und studierte von 1984 bis 1990 Landwirtschaft an der Universität Göttingen mit dem Schwerpunkt Agrarökonomie. Als Student war er aktiv im studentischen Arbeitskreis "Ökolandbau" und der Arbeitsgemeinschaft Bäuerliche Landwirtschaft. Nach mehrfachen Studienaufenthalten in Indien, Brasilien und Ägypten hat er 1986 mit Mitstudenten eine Hofkommune gegründet, einen Selbstversorger-Bio-Bauernhof in Bischhausen und einen Groß- und Einzelhandel für Bio-Wein aufgebaut. In den Sommermonaten lernte Rahmann auf Kuhalpen in der Schweiz und als Erntehelfer in Ackerbaubetrieben in Deutschland die Praxis der Landwirtschaft tiefer kennen. 1989 war er für ein Jahr in Malawi und hat danach am Institut für Rurale Entwicklung seine Diplomarbeit über die "Entwicklung der Milchviehwirtschaft auf kleinbäuerlichen Betrieben in Mzuzu, Malawi" geschrieben.

## Berufliche Laufbahn
Von 1990 bis 1992 war Rahmann als Doktorand am Institut für Rurale Entwicklung der Universität Göttingen tätig. Hierfür hat er drei Jahre die nomadische Tierhaltung im Sudan unter Dürrebedingungen erforscht und dazu 1993 im Fach Sozioökonomie promoviert. Anschließend wechselte er als Post-Doktorand an die Universität Kassel. Hier widmete er sich der systemorientierten Entwicklung von Methoden der Biotoppflege mit Nutztieren als neue Thematik in der Landnutzung in Deutschland. 1999 hat er zu diesem Thema habilitiert und seine Privatdozentur im Fach Agrarökologie erhalten.
Im Jahr 2000 wurde Rahmann zum Direktor und Professor des neu gegründeten Instituts für Ökologischen Landbau der Bundesforschungsanstalt für Landwirtschaft (FAL) berufen. Schwerpunkte seiner Forschung waren die Entwicklung von umwelt- und tiergerechten Tierhaltungssystemen, die zugleich leistungsfähig und gesellschaftlich akzeptiert sind. Die Milchproduktion mit Kühen, Schafen und Ziegen stand dabei im Mittelpunkt, aber auch Schweine- und Geflügelhaltung. Grundsätzlich hat er auch an Systemen des Ökolandbaus geforscht, die ohne Tierhaltung funktionieren. Die FAL wurde Ende 2007 aufgelöst und das Institut dem Bundesforschungsinstitut für Ländliche Räume, Wald und Fischerei (Thünen-Institut für Ökologischen Landbau) – einer Ressortforschungseinrichtung des Bundesministeriums für Ernährung und Landwirtschaft (BMEL) – zugeordnet. Der Schwerpunkt wurde dann auf "Forschung für den Ökolandbau von morgen: umweltfreundlich, tiergerecht und effizient" experimentell, empirisch und multifunktional ausgerichtet.
Seit 2006 ist Rahmann Honorarprofessor am Fachbereich Ökologische Agrarwissenschaften an der Universität Kassel in Witzenhausen und lehrt die Themen Ökologische Schaf- und Ziegenhaltung, Selbstversorgung und Forschungsmethoden.
Von 2015 bis 2017 baute Gerold Rahmann in Äthiopien ein "Grünes Innovationszentrum für Landwirtschaft und Ernährung" als Teil der Sonderinitiative "Eine Welt ohne Hunger" des Bundesministeriums für wirtschaftliche Zusammenarbeit und Entwicklung (BMZ) auf. In seiner Arbeit in Afrika ging es vor allem um die Einbringung von Wissen aus dem Ökologischen Landbau in der Verbesserung der landwirtschaftlichen Produktion von Kleinbauern. 2017 wurde Rahmann in den Beirat des "Knowledge Centres for Organic Agriculture in Africa" des BMZ berufen.

## Mitgliedschaften
Neben der hauptberuflichen Tätigkeiten ist Rahmann ehrenamtlich in deutschen und internationalen Organisationen tätig. Von 2011 bis 2014 war er Schatzmeister und von 2014 bis 2023 Präsident der "International Society of Organic Agriculture Research". Von 2014 bis 2021 war Rahmann Mitglied im World Board der International Federation of Organic Agricultural Movements gewählt. Hier befasste er sich vor allem mit der strategischen Weiterentwicklung des Ökologischen Landbaus unter dem Konzept Organic 3.0, die er seit 2010 mit Landwirten entwickelt hatte. Seit 2001 ist Rahmann Vorstandsmitglied beim Forschungsinstitut für biologischen Landbau Deutschland (FIBL). Weiterhin war Rahmann von 2003 bis 2018 Mitglied im Kuratorium für Technik und Bau in der Landwirtschaft (KTBL, Mitglied in der Arge "Ökolandbau" von 2003 bis 2018, Mitglied des Hauptausschusses von 2013 bis 2017). Er ist Mitglied im Ökolandbau-Verband Bioland und dem Naturschutzbund Deutschland (Nabu).
Rahmann war von 2014 bis 2021 "Editor in Chief" der wissenschaftlichen Zeitschrift Journal of Organic Agriculture im Springer Verlag. Er ist Editor der wissenschaftlichen Zeitschrift Journal of Sustainable and Organic Agricultural Systems.
Die Tschernobyl-Katastrophe von 1986 hat Rahmann politisch mobilisiert und er ist mit anderen Kommunarden – zum Beispiel Stefan Wenzel – bei den Grünen eingetreten. Er war von 1989 bis 1991 Mitglied im Kreistag Göttingen, von 1994 bis 2000 Mitglied im Gemeinderat Gleichen, von 2003 bis 2013 Mitglied und Fraktionsvorsitzender der Grünen in der  Stadtverordnetenversammlung Bad Oldesloe. Bei der Landtagswahl 2009 trat er für die Grünen im Wahlkreis Stormarn-Nord an und erreichte dort mit 11,8 % der Erststimmen den vierten Platz hinter den Kandidaten von CDU, SPD und FDP. 2020 ist er wieder Mitglied geworden. Seit 2008 ist er auch Mitglied im Kreistag Stormarn. Dort ist er seitdem Vorsitzender des Umweltausschusses (mit einer Unterbrechung von 2016 bis 2017).

## Werke
- Biotoppflege als neue Funktion und Leistung der Tierhaltung. Dargestellt am Beispiel der Entbuschung von Kalkmagerrasen durch Ziegenbeweidung. (= Agraria. Band 28). Habilitationsschrift. Verlag Dr. Kovac, Hamburg 2000, ISBN 3-8300-0109-6.
- Ökonomisches Handeln von Nomaden: Tierhaltung unter Dürrebedingungen am Beispiel der Butana/Sudan. (= Sozioökonomische Schriften zur ruralen Entwicklung. Band 111). Dissertationsschrift. Wissenschaftsverlag Vauk, Kiel 1995, ISBN 3-8175-0206-0.
- Ökologische Tierhaltung. Verlag Eugen Ulmer, 2004, ISBN 3-8001-4473-5.
- Hunger. Roman. 2006, ISBN 3-00-020496-2.
- Nur noch Oldesloe. Roman. 2012, ISBN 978-3-00-040481-8.
- Afrika – Exodus, Exitus oder was? Roman. 2018, ISBN 978-0-244-16514-7.